# Andrographideae
Andrographideae Endl., 1839 è una tribù di piante angiosperme appartenenti alla famiglia delle Acantacee.

## Etimologia
Il nome della tribù deriva dal suo genere tipo Andrographis Wall. ex Nees., 1832 il cui nome a sua volta è formato da due parole greche: "andro" (= uomo) e "graphis" (= disegno, linee, grafico) e fa riferimento ai fiori che ricordano vagamente delle figure umane.
Il nome scientifico della tribù è stato definito dal botanico, numismatico e orientalista austriaco Stephan Ladislaus Endlicher (Pressburg, 24 giugno 1804 – Vienna, 28 marzo 1849), noto soprattutto per aver dato la denominazione scientifica a molte piante, tra le quali la sequoia, nella pubblicazione "Genera plantarum secundum ordines naturales disposita - 707" del 1839.

## Descrizione

### Portamento
Il portamento delle specie di questa tribù è erbaceo (annuale o perenne), arbustivo o piccolo-arboreo (Phlogacanthus). I fusti sono cilindrici ed eretti o procombenti; in alcune specie (Gymnostachyum) sono presenti dei portamenti sub-caulini; in altre (Indoneesiella) i rami sono ghiandolari-ispidi. Sono presenti cistolitii, inoltre nelle varie parti vegetative sono presenti dei glicosidi fenolici spesso in composti iridoidi, alcaloidi e diterpenoidi.

### Foglie

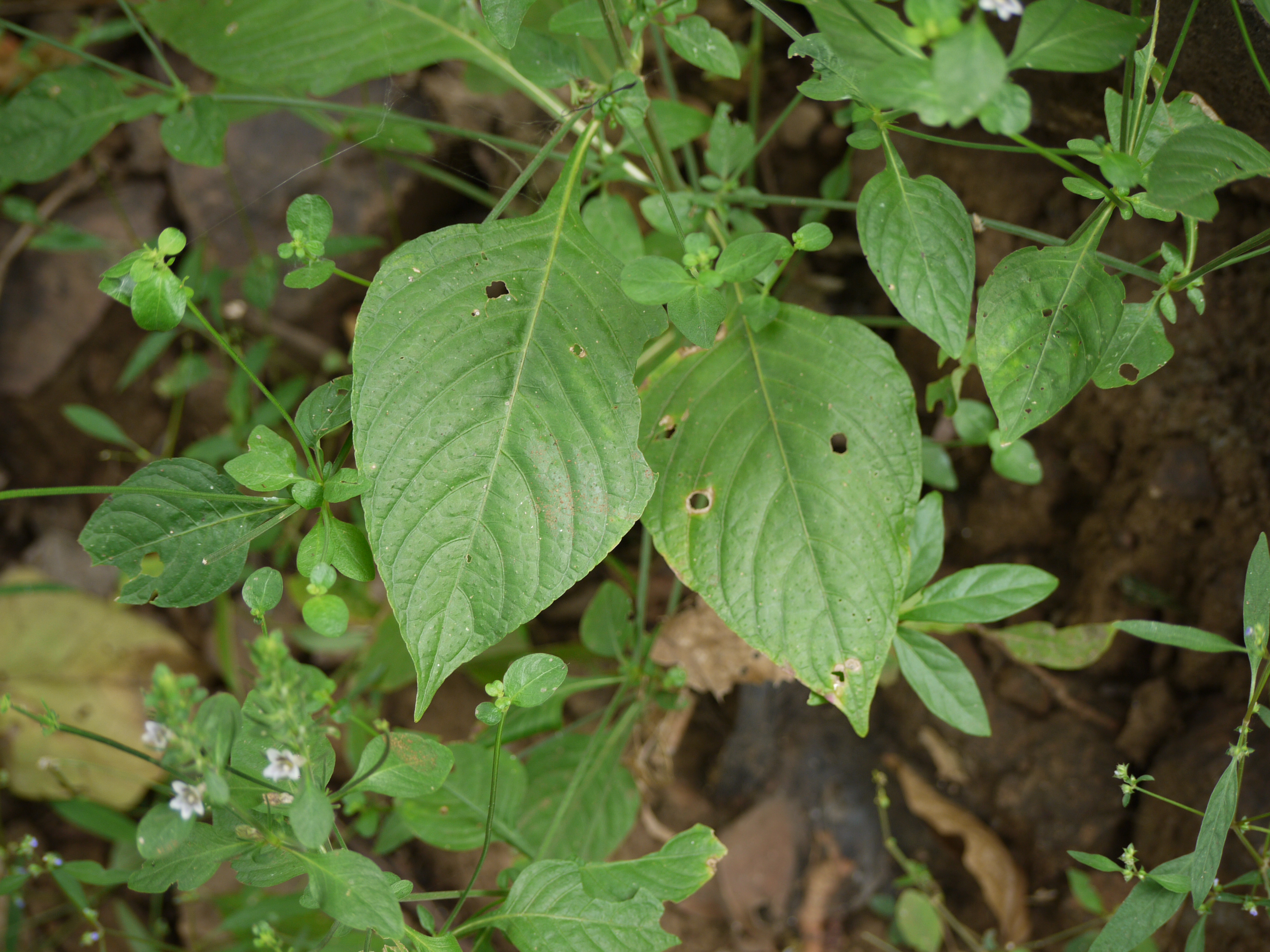
Le foglie
Haplanthodes tentaculatus

Le foglie lungo il caule sono picciolate, sessili o subsessili, opposte (o alternate in Haplanthodes) e senza stipole. La lamina in genere è intera o appena crenata con forme più o meno allargate, ovali oppure da oblunghe a oblanceolate. Sono presenti anche foglie radicali. In Haplanthodes i piccioli sono alati.

### Infiorescenze

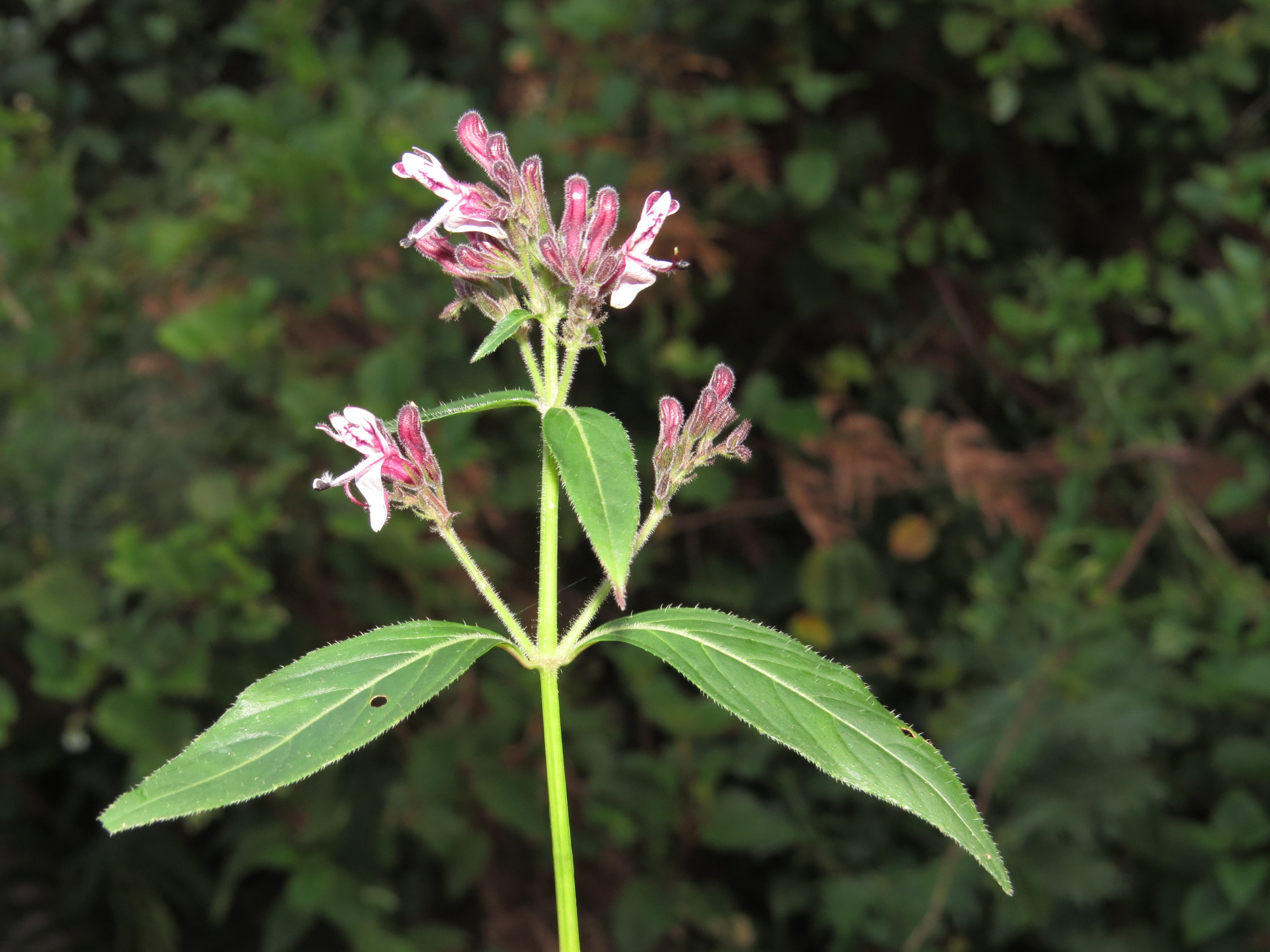
Infiorescenza
Andrographis producta

Le infiorescenze sono dei racemi (semplici o ramificati) o delle spighe sia terminali che ascellari. Talvolta le infiorescenze si presentano come ammassi densi di fiori. Sono presenti delle brattee embricate, a disposizione opposta, a volte più grandi del calice; le bratteole sono piccole (lunghe come il calice) o assenti. I fiori, sessili o subsessili, sono disposti in modo opposto o alternato; a volte sono unilaterali.

### Fiori

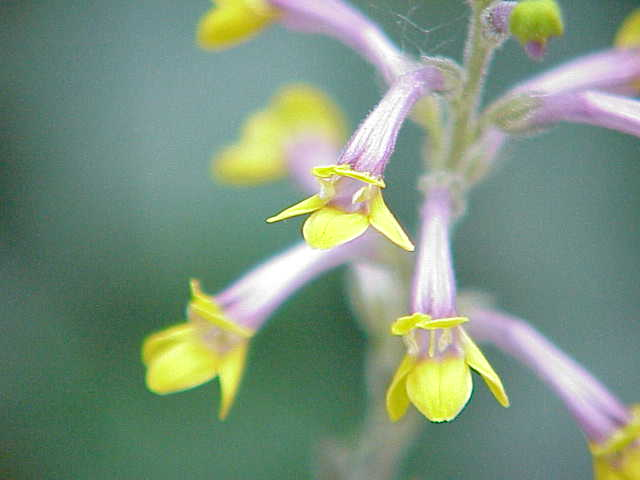
I fiori
Cryptophragmium ceylanicum

I fiori sono ermafroditi e zigomorfi; sono inoltre tetraciclici (ossia formati da 4 verticilli: calice– corolla – androceo – gineceo) e pentameri (i verticilli del perianzio hanno più o meno 5 elementi ognuno).
- Formula fiorale:[9]

X, K (5), [C (2+3), A 2+2 o 2] G (2/supero), capsula
- Il calice è formato da sepali quasi liberi (subgamosepalo) formanti 5 stretti lobi uguali o subuguali (calice attinomorfo) con forme lanceolate-acuminate; in alcune specie (Gymnostachyum) il lobo posteriore è più piccolo degli altri. I lobi possono essere ricoperti da tricomi ghiandolari. In Graphandra il calice ha 4 lobi liberi fin dalla base.

- La corolla (gamopetala) è formata da un tubo imbutiforme o tubolare terminante in modo bilabiato (corolla zigomorfa). Il labbro inferiore ha tre lobi, quello superiore ha due lobi oppure è intero. I lobi sono patenti con forme ovali o orbicolari. Il colore è per lo più bianco con macchie di altro colore, oppure è arancio, viola o rosa. In Cystacanthus il tubo è piegato a 90° e gonfio al centro. In Phlogacanthus il tubo corollino è glabro all'interno tranne che per un anello incompleto di peli corti vicino alla gola.

- L'androceo è composto da 2 stami sporgenti o inclusi nella corolla (in Cystacanthus e Phlogacanthus sono presenti anche due staminoidi). In Phlogacanthus gli stami sono due rudimentali ma fertili e due minuti inseriti a 5 mm dalla base della corolla. In genere i filamenti, pubescenti o glabri, sono adnati alle pareti interne della corolla e opposti ai petali. Le antere sono biloculari con teche parallele (divaricate in Phlogacanthus), uguali o subuguali, vistosamente pubescenti (a volte minutamente mucronate alla base. Il disco nettarifero normalmente è presente, ipogino e piccolo. Il polline è 3-colpoporato con l'esina ornata e ispessita che circonda le aperture.[2]

- Il gineceo è formato da un ovario supero bicarpellare (a due carpelli connati - ovario sincarpico) e quindi biloculare. L'ovario è ovoidale e glabro o a volte irsuto. La placentazione in generale è assile. Ogni loggia può contenere da 2 a 4 (o più) ovuli. Gli ovuli possono essere anatropi o campilotropi con un solo tegumento e sono inoltre tenuinucellati (con la nocella, stadio primordiale dell'ovulo, ridotta a poche cellule).[14] Lo stilo è uno con un solo stigma bifido.

### Frutti
I frutti sono delle capsule bilobe, con forme quadrangolari o da lineari-oblunghe a ellissoidi (o anche cilindriche) con delle valve che si aprono elasticamente (deiscenza loculicida a esplosione). La superficie può essere tomentosa, liscia, glabra o semplicemente pubescente. I semi sono molti (fino a 12) e non sono alati, sono appiattiti e con il funicolo persistente (il retinacolo è uncinato); sono inoltre privi di tricomi igroscopici. L'endosperma è scarso o assente.

## Biologia
Le specie di questo raggruppamento si riproducono prevalentemente per impollinazione tramite insetti quali api, vespe, falene e farfalle (impollinazione entomogama), ma anche tramite uccelli quali colibrì (impollinazione ornitogama)..
La dispersione dei semi avviene inizialmente a causa del vento (dispersione anemocora); una volta caduti a terra sono dispersi soprattutto da insetti tipo formiche (mirmecoria). Sono possibili anche dispersioni tramite animali (disseminazione zoocora).

## Distribuzione e habitat
La distribuzione delle specie di questo gruppo è prevalentemente indomalesiano con habitat tropicali o subtropicali.

## Tassonomia
La famiglia Acanthaceae comprende 208 generi con oltre 4.500 specie. È soprattutto una famiglia con specie a distribuzione tropicale o subtropicale. Dal punto di vista tassonomico è suddivisa in 4 sottofamiglie; la tribù di questa voce appartiene alla sottofamiglia Acanthoideae caratterizzata soprattutto dalla presenza di cistoliti nelle foglie.

### Generi
La tribù si compone di 7 generi e 134 specie:
- Andrographis  Wall. ex Nees, 1832 (27 spp.)
- Graphandra J.B. Imlay, 1939 (1 sp.)
- Gymnostachyum Nees, 1832 (52 spp.)
- Haplanthodes Kuntze, 1903 (4 spp.)
- Haplanthus Nees, 1832 (4 spp.)
- Phlogacanthus  Nees, 1832 (42 spp.)
- Sphinctacanthus Benth., 1876 (2 spp.)

### Filogenesi
Tutti i membri di questo gruppo sono monofiletici. La monofilia è confermata, oltre che dalle analisi dei dati molecolari del DNA, anche dalla particolare struttura del polline: con tre aperture composte associate ad aree di esina altamente ornata e ispessita al margine delle aperture composte o coprendo uniformemente l'apertura composta.
L'importante aspetto morfologico di questa tribù, rappresentato dalla forma e dalle ornamentazioni del polline, può essere utile per circoscrivere tassonomicamente i generi della tribù ma anche per individuare correttamente i livelli inferiori. Di seguito vengono indicate le caratteristiche del polline per i generi principali della tribù Andrographideae:
- Andrographis: polline con forme ellissoidi, subglobose o appena trigone; tipo tricolpoporato con i margini delle aperture ben distinte.
- Graphandra: polline con forme globose; tipo tricolpoporato.
- Gymnostachyum: polline con forme ellissoidi con tectum reticolato; tipo tricolpoporato.
- Phlogacanthus: polline con forme ellissoidi; tipo tricolpoporato con i margini delle aperture ben distinte.

Nell'ambito della famiglia la tribù Andrographideae fa parte del "core" delle Acanthaceae, ossia del "Cystolith Clade" all'interno del "Retinaculate Clade" (= sottofamiglia Acanthoideae). Nell'ambito della sottofamiglia, Andrographideae risulta inoltre "gruppo fratello" della tribù Barlerieae (il numero di ovuli per ovaia distingue le due tribù una dall'altra).

### Alcune specie

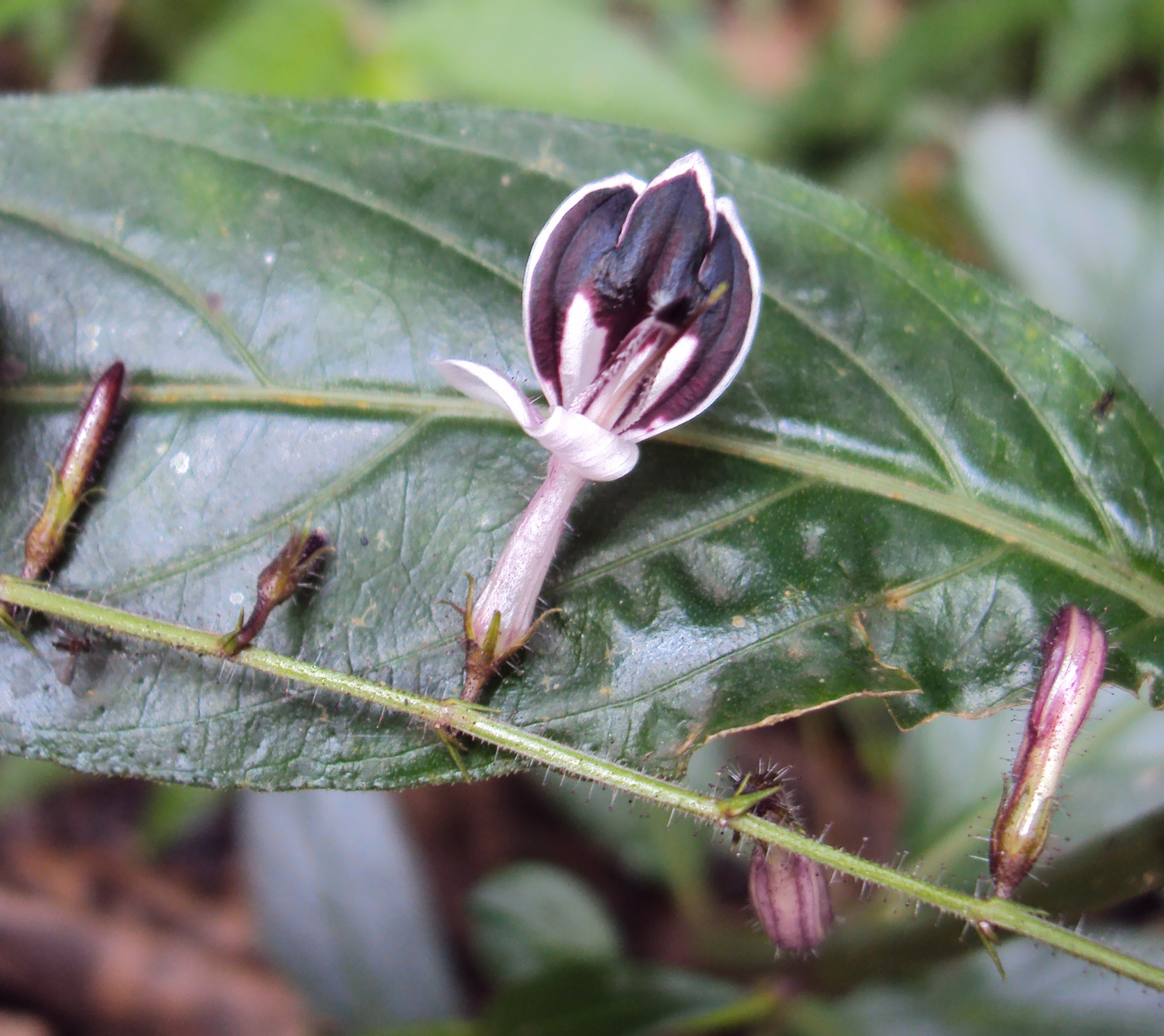
Andrographis atropurpurea
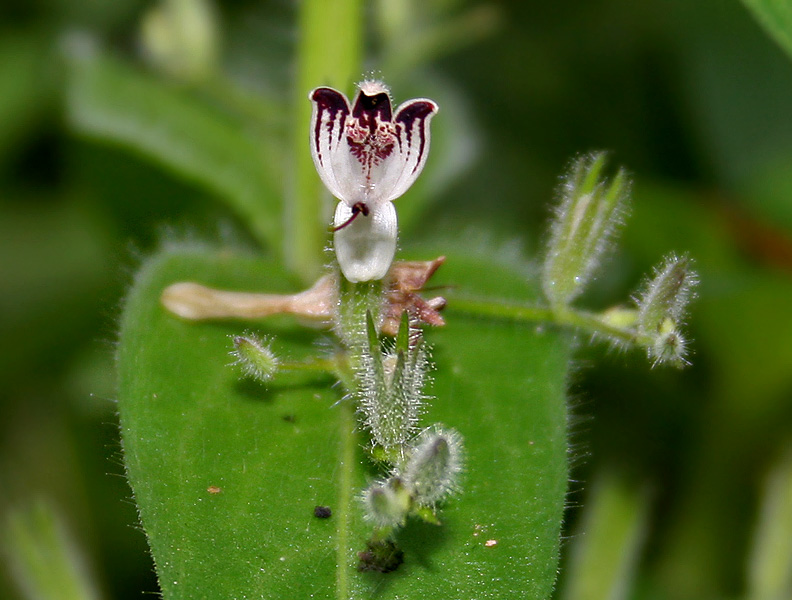
Andrographis echioides
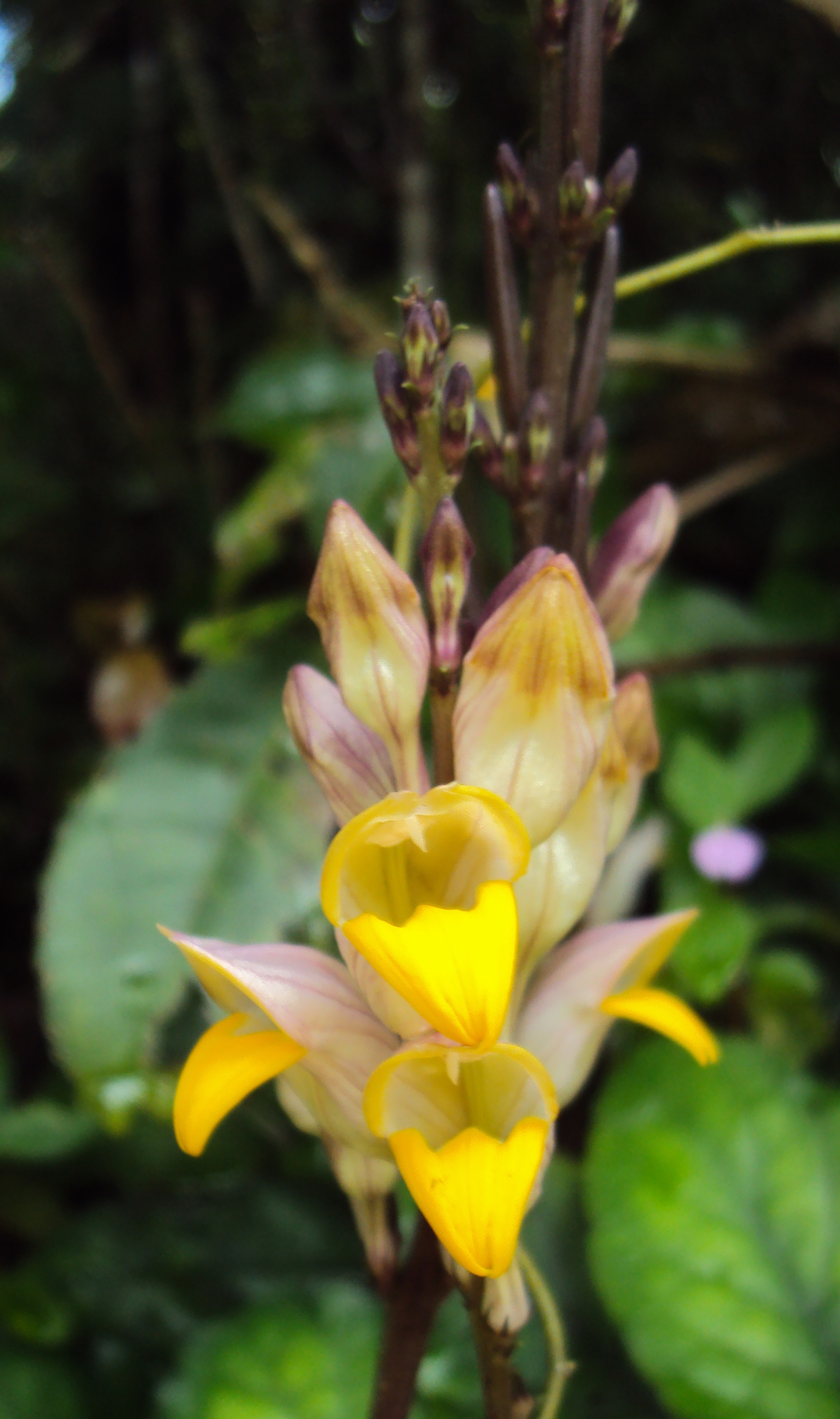
Gymnostachyum febrifugum